# 養命寺 (藤沢市)
養命寺（ようめいじ）は、神奈川県藤沢市城南にある曹洞宗の寺院。引地山と号す。

## 歴史
創建は天正年間（1573年 – 1592年）頃に暁堂が開山した。延文年間（1356年 – 1361年）頃の創建であるとする説もある。延享年間（1744年 – 1748年）に大拙が中興した。本尊は薬師如来である。

## 文化財

### 重要文化財（国指定）
- 木造薬師如来坐像 - 当寺の本尊。建久8年（1197年）の銘がある。

## 所在地情報
所在地
- 神奈川県藤沢市城南四丁目10番35号

道路
- 神奈川県道43号藤沢厚木線

## その他
- 藤沢七福神 - 布袋